# Johann Friedrich Stapfer (Theologe)
Johann Friedrich Stapfer (* Januar 1708 in Brugg; † Mai 1775 in Diessbach bei Thun) war ein Schweizer reformierter Theologe.

## Leben
Der Sohn des Münsinger Pfarrers Johannes Stapfer († 1731) studierte in Bern und in Marburg bei Christian Wolff und reiste zum Abschluss nach Holland. Sein Bruder war der Berner Geistliche und Hochschullehrer Johann Stapfer.
1738–1740 war er Feldprediger in den Waldstätten, dann zehn Jahre Hauslehrer in der Familie von Wattenwyl in Diessbach bei Thun und von 1750 bis zu seinem Tod Pfarrer.

## Schriften
- Johann Friedrich Stapfers, Predigers des Göttlichen Worts, Anweisung zur Christlichen Religion (1754) Digitalisat
- Institutiones theologicae polemicae universae (5 Bände, 1743, Band 1 in 4. Aufl. 1757)
- Grundlegung zur wahren Religion (12 Bände, 1746–1753)
- Anweisung zur wahren Religion in Frag und Antwort (1753, neu aufgelegt 1769)
- Auszug aus der Grundlegung zur wahren Religion (2 Bände, 1754)
- Sittenlehre (6 Bände, 1757–1766)
- Unterricht von dem Eide (1758)
- Abhandlung von der besten Art zu predigen (Duisburg 1758)
- Vorrede vom Nutzen und Schaden der Ehrbegierde zu David Herrliberger: Schweitzerischer Ehrentempel (Teil 2, 1759)
- Abhandlungen in Tempe Helvet. und Museum Helveticum